# Parque nacional de Marahoué
El parque nacional de Marahoué (del francés: Parc national de la Marahoué) es un área protegida de Costa de Marfil. Fue establecido en 1968, y cubre 1.000 kilómetros cuadrados. Se caracteriza por una gran diversidad de fauna y flora. De hecho, los animales de la selva y sabana coexisten en armonía: elefantes, Bongos, Buffalo, Cinoscéfalos etc. El parque nacional Marahoué es uno de los ocho parques nacionales marfileños.
Sin embargo, ha perdido el 93 % de su cubierta forestal en los últimos años. Estos hábitats han sido dañados y ocupados por personas, haciendo que el lugar no sea el más adecuado para los chimpancés o cualquier otro animal.